# Jon Unzaga
Jon Unzaga Bombín (nacido el 20 de agosto de 1962 en Llodio, Álava, España) fue un ciclista español, profesional entre los años 1987 y 1996, durante los que consiguió cuatro victorias. 
Su mejor año como profesional fue 1992, cuando consiguió una gran victoria de etapa en la Vuelta a España, con final en Pla de Beret. Ese mismo año fue segundo en el campeonato de España en ruta, sólo superado por Miguel Induráin tras la visualización de la foto finish, al cometer el grave error de celebrar el triunfo alzando los brazos antes de superar la línea de meta.

## Palmarés
1991
- 1 etapa de la Bicicleta Vasca
- G.P. Torres Vedras

1992
- 1 etapa de la Vuelta a España
- 2.º en el Campeonato de España en ruta

1993
- G.P. Primavera

## Resultados en Grandes Vueltas y Campeonato del Mundo
Durante su carrera deportiva ha conseguido los siguientes puestos en las Grandes Vueltas y en los Campeonatos del Mundo en carretera:
| Carrera         | 1987 | 1988 | 1989 | 1990 | 1991 | 1992 | 1993 | 1994 | 1995 | 1996 |
| --------------- | ---- | ---- | ---- | ---- | ---- | ---- | ---- | ---- | ---- | ---- |
| Giro de Italia  | -    | -    | 20.º | Ab.  | -    | -    | -    | -    | 37.º | -    |
| Tour de Francia | -    | 53.º | -    | -    | -    | 22.º | 18.º | Ab.  | -    | -    |
| Vuelta a España | -    | 47.º | 22.º | 20.º | 16.º | 23.º | 18.º | 11.º | Ab.  | Ab.  |
| Mundial en Ruta | -    | -    | -    | -    | -    | 33º  | 42.º | -    | -    | -    |

-: No participa

Ab.: Abandono

## Equipos
- Kas (1987)
- Kas-Canal 10 (1988)
- Seur (1989-1991)
- CLAS-Cajastur (1992-1993)
- Mapei-Clas (1994)
- Mapei-GB (1995-1996)